# Bob Newhart
Bob Newhart (Oak Park, 5 de setembro de 1929 – Los Angeles, 18 de julho de 2024) foi um ator cômico americano. Ele era a estrela das séries de televisão The Bob Newhart Show (1972-1978) e Newhart (1982-1990). Foi agraciado com os prêmios Emmy, Grammy, e Globo de Ouro.

## Filmografia
| Ano  | Título                                    |
| ---- | ----------------------------------------- |
| 1962 | Hell Is for Heroes                        |
| 1968 | Hot Millions                              |
| 1970 | On a Clear Day You Can See Forever        |
| 1970 | Catch-22                                  |
| 1971 | Cold Turkey                               |
| 1977 | The Rescuers                              |
| 1980 | Little Miss Marker                        |
| 1980 | First Family                              |
| 1990 | The Rescuers Down Under                   |
| 1997 | In & Out                                  |
| 1998 | Rudolph the Red-Nosed Reindeer: The Movie |
| 2003 | Legally Blonde 2: Red, White & Blonde     |
| 2003 | Elf                                       |
| 2007 | Mr. Warmth: The Don Rickles Project       |
| 2011 | Horrible Bosses                           |
| 2012 | Excavating the 2000 Year Old Man          |
| 2013 | Richard Pryor: Omit the Logic             |
| 2023 | Once Upon a Studio                        |

| Ano        | Título                                             |
| ---------- | -------------------------------------------------- |
| 1960–1962  | The Ed Sullivan Show                               |
| 1961–1962  | The Bob Newhart Show                               |
| 1963       | The Alfred Hitchcock Hour                          |
| 1963       | The Judy Garland Show                              |
| 1964       | The Entertainers                                   |
| 1965       | Bob Hope Presents the Chrysler Theatre             |
| 1967       | Captain Nice                                       |
| 1967       | A Funny Thing Happened on the Way to Hollywood     |
| 1968–1970  | Rowan & Martin's Laugh-In                          |
| 1971       | Decisions! Decisions!                              |
| 1972       | The Don Rickles Show                               |
| 1973       | Insight                                            |
| 1974       | Thursday's Game                                    |
| 1972–1978  | The Bob Newhart Show                               |
| 1979       | Insight                                            |
| 1980       | Marathon                                           |
| 1980, 1995 | Saturday Night Live                                |
| 1982–1990  | Newhart                                            |
| 1991       | The Bob Newhart Show: The 19th Anniversary Special |
| 1991       | The Entertainers                                   |
| 1992–1993  | Bob                                                |
| 1994       | Murphy Brown                                       |
| 1996       | The Simpsons                                       |
| 1997–1998  | George and Leo                                     |
| 2001       | Mad TV                                             |
| 2001       | Untitled Sisqo Project                             |
| 2001       | The Sports Pages                                   |
| 2003       | ER                                                 |
| 2004       | The Librarian: Quest for the Spear                 |
| 2005       | Desperate Housewives                               |
| 2005       | Committed                                          |
| 2006       | The Librarian: Return to King Solomon's Mines      |
| 2008       | The Librarian: Curse of the Judas Chalice          |
| 2011       | NCIS                                               |
| 2011       | Five                                               |
| 2013–2018  | The Big Bang Theory                                |
| 2014       | Don Rickles: One Night Only                        |
| 2014       | The Late Late Show with Craig Ferguson             |
| 2015       | Hot in Cleveland                                   |
| 2014–2017  | The Librarians                                     |
| 2017–2020  | Young Sheldon                                      |

## Discografia

### Álbuns ao vivo
- The Button-Down Mind of Bob Newhart (Warner Bros. Records, 1960)
- The Button-Down Mind Strikes Back! (Warner Bros. Records, 1960)
- Behind the Button-Down Mind of Bob Newhart (Warner Bros. Records, 1961)
- The Button-Down Mind on TV (Warner Bros. Records, 1962)
- Bob Newhart Faces Bob Newhart (Warner Bros. Records, 1964)
- The Windmills Are Weakening (Warner Bros. Records, 1965)
- This Is It! (Warner Bros. Records, 1967)
- Button-Down Concert (Nick at Nite Records, 1997)

### Compilações
- Masters (Warner Bros. Records, 1973)
- Bob Newhart (Pickwick Super Stars, 1980)
- Something Like This...: The Bob Newhart Anthology (Warner Bros./Rhino, 2001)

## Morte
Newhart morreu em 18 de julho de 2024, aos 94 anos, em Los Angeles.